# کارول چامسکی
کارول چامسکی (انگلیسی: Carol Chomsky؛ ۱ ژوئیهٔ ۱۹۳۰ – ۱۹ دسامبر ۲۰۰۸) زبان‌شناس و کارشناس آموزش و پرورش آمریکایی بود که پیرامون اکتساب زبان پژوهش می‌کرد.
وی در فیلادلفیا با نام کارول دوریس شتس (Carol Doris Schatz) زاده شد. او در سال ۱۹۴۹ با نوآم چامسکی ازدواج کرد و آن‌ها از وقتی که وی پنج سال داشت، یکدیگر را می‌شناختند. مادر وی معلمی در مدرسه‌ای عبری بوده که پدرش مدیر آنجا بوده است.
کارول چامسکی در ۹ دسامبر ۲۰۰۸ در سن ۷۸ سالگی بر اثر سرطان در خانه‌اش در لکسینگتون، ماساچوست درگذشت.